# Річ Піана

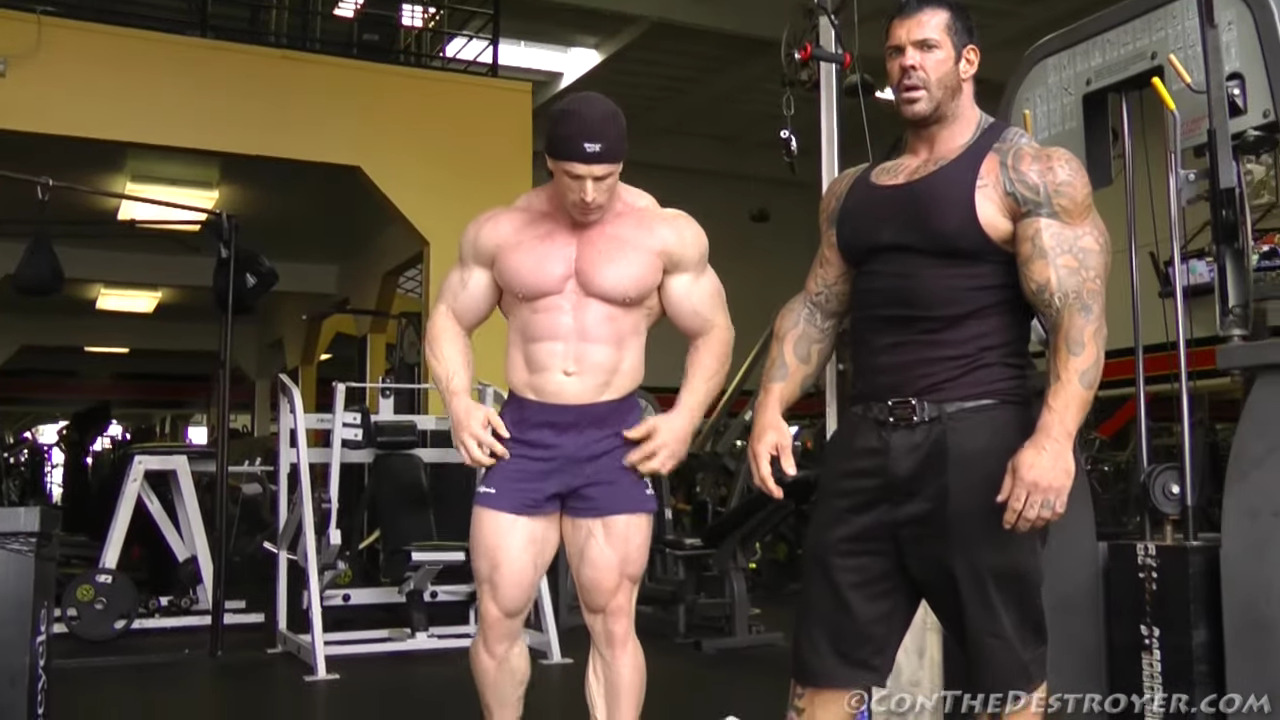
Річ Піана

Річ Юджин Піана (Rich Piana). Народився 26 вересня 1970, помер 25 серпня 2017 року. Американський бодібілдер, відеоблогер, бізнесмен, мав власну лінію спортивного харчування та аксесуарів Rich Piana 5% Nutrition. У спорті 34 роки, володар титулу Містер Каліфорнія серед тинейджерів у 1989 році. Біографія Річа Піана, як професійного атлета була доволі короткою. Його пік успіху в змагальному бодібілдингу припав на 2009 рік (абсолютне лідерство в Чемпіонаті прикордонних штатів з бодібілдингу). Після цього він завершив свою змагальну кар’єру, зайнявся бізнесом та запустив свій канал на Yotube. Завдяки цьому здобув собі досить скандальної слави, оскільки відверто розповідав про те, як набрати масу, та взагалі про потаємні сторони сучасного бодібілдингу.  

## Початок зайнять бодібілдингом
В юному віці Річ Піана почав займався тхеквондо і вже через рік тренувань отримав помаранчевий пояс. Пізніше це захоплення переросло в пристрасть до ММА (змішаних бойових мистецтв) і залишилося з ним до кінця життя. Якийсь час Піана займався одночасно бодібілдінгом і ММА, але в кінцевому підсумку, вибрав все ж силовий тренінг. Не зважаючи на це він довгий час вважався експертом з силової підготовки для бійців і навіть при власній вазі у 140 кг зберіг гнучкість та рухливість. 

## Використання допінгу
Стероїдна історія Річа почалася у віці 18 років при підготовці до юнацьких змагань. Оскільки в США такі препарати придбати було не можливо, він їздив за ними у Мексику. Завдяки масованій фармакологічній підтримці Річ додав 12,5 кг за 8 тижнів, 10 кг з них були м'язовою масою. Піана стверджує, що був неслабим підлітком ще до прийому стероїдів, його жим лежачи становив 140 кг. Після 8-тижневого курсу використання стероїдів показник у жимі штанги лежачи виріс до 165 кг (185 кг на мосту). Він виконував згинання рук стоячи з гантелями по 30 кілограмів кожна. Особливу увагу він приділяв базовим вправам, віддаючи перевагу старим, забутим всіма вправам, таким, як згинання на біцепс Джорджа Зоттмана. В результаті він став абсолютним переможцем на змаганнях, до яких готувався. 
Перший успіх запаморочив хлопцеві голову, Піана вже не міг зупинитися. Спортсмен не заперечував застосування синтола (речовини для локальних ін’єкції у м’язи) задля суттєвого збільшення об’єму рук та дельтоподібних м’язів. Тому, руки та плечі Піана виглядали неприродньо, непропорційно до того ж мали дивну форму. Як він розповідав на своєму каналі, після синтола він використовував ін'єкції препарату під назвою поліметилметакрилат-метакрилат (ПММА), більше відомого як "органічне скло". У пластичної хірургії ПММА використовується в якості імплантату для губ, корекції шрамів, стикового речовини і тому подібного. Препарат є досить дорогим і небезпечним в застосуванні без консультацій лікаря. Саме цього препарату приписують "неприродність" біцепсів Річа Піана.

## Бізнес
Річ Піана не зміг домогтися висот у змагальному бодібілдингу, однак зумів стати відмінним бізнесменом. У 22 роки він поставив собі за мету будь-що-будь заробити на хороший будинок. Він став відкладати кожен цент, економлячи на всьому. В одному з відео Річ поділився своїм раціоном того часу. Їв він 6 разів на день, кожен прийом їжі складався з половини упаковки равіолі та 4-х цілих яєць. Іноді Піана додавав до прийому їжі трохи вівсяних пластівців або рису, щоб збільшити кількість вуглеводів. Максимальна вартість такого раціону йому обходилася 8-10 доларів в день. 
Таким чином Піана харчувався впродовж півтора року. Однак, щонеділі він дозволяв собі поїсти від душі в якомусь кафе відразу на суму 10 доларів. Завдяки такому аскетизму Річ зумів зробити деякі заощадження, які допомогли йому почати свій бізнес. Але починав він персональним тренером з бодібілдингу та знімався в рекламних роликах, ТБ-шоу, фільмах та серіалах 
Всього він знявся в 32 рекламних роликах, що і принесло йому в підсумку більше 2 млн. доларів. На початку 2000-х оплата йшла не тільки за сам день зйомок, але відрахування тривали і після. Кожен показ рекламного ролика на ТВ, поповнював його банківський рахунок на круглу суму. В 2012 році він запустив власну лінію спортивного харчування Rich Piana 5% Nutrition. До моменту смерті Річ був успішним бізнесменом, скуповував нерухомість в Техасі. Він жив в шикарному особняку, у нього була велика колекція ексклюзивних тюнінгованих автомобілів.

## Смерть Річа Піана
7 серпня 2017 року, Річ Піана знепритомнів у ванній свого будинку, під час стрижки. При падінні Піана вдарився головою. Прибулі в будинок лікарі не змогли привести його до тями, в зв'язку з цим було прийнято рішення доставити його в лікарню ввести в стан медичної коми. Згідно зі звітом поліції, у Річа Піани в будинку були виявлені наркотики. Помер Піана 25 серпня 2017 р.

## Антропометричні дані
- Зріст: 181 см
- Змагальний вага: 131 кг
- Вага в міжсезоння: 140-143 кг
- Об’єм біцепса: 61 см
- Об’єм передпліччя: 49 см
- Об’єм грудей: 145 см
- Об’єм стегна: 78 см
- Об’єм гомілки: 55 см

## Виступи і титули
- 1989 рік. Містер Каліфорнія серед тинейджерів – 1 місце
- 1998 рік. Містер Каліфорнія – 1 місце
- 1999 рік. Чемпіонат США з бодібілдингу - 7 місце
- 2003 рік. Чемпіонат Лос Анджелеса з бодібілдингу – 1 місце
- 2004 рік. Чемпіонат США з бодібілдингу - 11 місце
- 2009 рік. Чемпіонат США з бодібілдингу - 6 місце